# Pas-en-Artois
Pas-en-Artois é uma comuna francesa na região administrativa de Altos da França, no departamento de Pas-de-Calais. Estende-se por uma área de 10,88 km². Em 2010 a comuna tinha 772 habitantes (densidade: 71 hab./km²).